# ZX Spectrum Vega

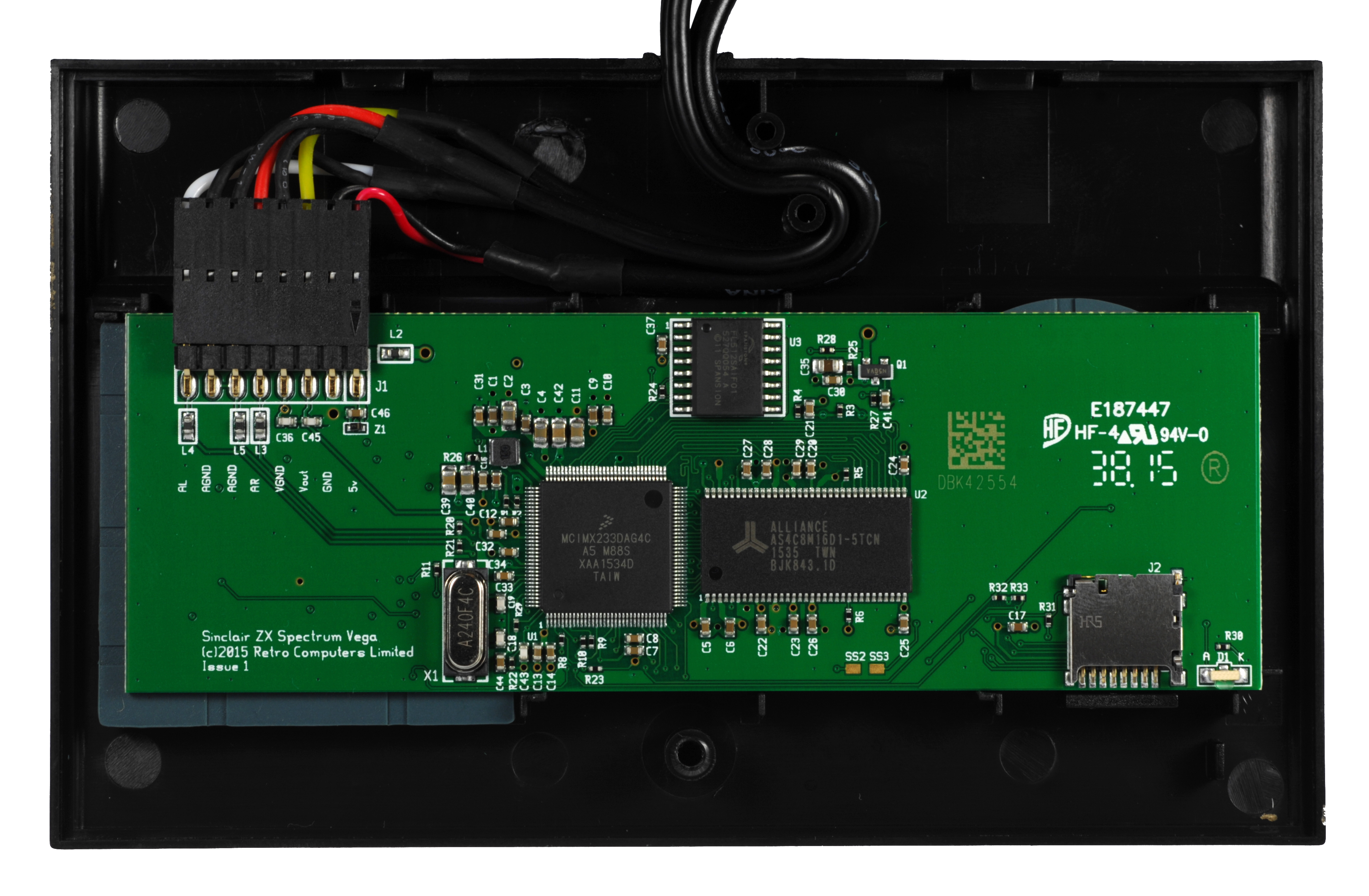
Płyta główna konsoli

ZX Spectrum Vega – brytyjska konsola gier wideo wprowadzona na rynek w 2015 roku, będąca emulatorem ZX Spectrum, popularnego 8-bitowego brytyjskiego komputera domowego z lat 80. XX wieku. W powstanie konsoli był zaangażowany Clive Sinclair, konstruktor ZX Spectrum.
Konsola została opracowana i wprowadzona na rynek przez firmę Retro Computers Ltd z Luton, dzięki funduszom zebranym przez finansowanie społecznościowe. Produkcję zlecono firmie SMS Electronics Ltd z Beeston w Anglii.

## Opis konstrukcji
ZX Spectrum Vega daje dostęp do biblioteki gier stworzonych dla komputera ZX Spectrum. Konsola jest urządzeniem typu plug and play; podłącza się ją do telewizora, by uzyskać obraz i dźwięk. Kształt czarnej obudowy (z tęczą w prawym, dolnym rogu) naśladuje oryginalny komputer ZX Spectrum, lecz konsola jest mniejsza i nie ma pełnej klawiatury. Po lewej stronie obudowy są umieszczone cztery przyciski kierunkowe służące do sterowania w grach.
W konsolę jest wbudowanych 1000 gier, m.in.: Avenger, Bounder, Bugaboo the Flea, Spindizzy, Jack the Nipper, Skool Daze, Back to Skool, Horace Goes Skiing, Wheelie czy Jet Pack. Zainstalowane gniazdo karty microSD umożliwia ładowanie dodatkowych gier na ZX Spectrum pobranych z internetu. Na komputer powstało w sumie ponad 14 tys. gier.